# 五井蘭洲
五井 蘭洲（ごい らんしゅう、元禄10年4月8日（1697年5月27日） - 宝暦12年3月17日（1762年4月11日））は江戸時代中期の儒学者、国学者。五井持軒の子。名は純禎、字は子祥、通称は藤九郎、号は蘭洲のほか、冽庵、梅塢。本姓は藤原氏。

## 生涯
元禄10年（1697年）4月8日、儒学者五井持軒と妻香川氏との三男として大坂に生まれた。家が貧困のため、幼くして摂津国尼崎城下の遠戚に預けられ、藩主青山幸秀の信濃国飯山藩転封に伴い飯山城下に移った。
正徳3年（1713年）大坂に帰る。享保9年（1724年）の享保の大火で中風の母と共に焼け出され、平野の旅宿井筒屋佐平方に身を寄せた。困窮の中、享保11年（1726年）中井甃庵に招かれて懐徳堂助教に就任、10月5日に開講した。
享保12年（1727年）初夏、三輪執斎を頼って江戸に下り、下谷和泉橋の明倫堂で講義を行った。享保16年（1732年）陸奥国弘前藩と伊予国大洲藩から士官の誘いがあり、翌年3月3日弘前藩御手廻格30人扶持となった。主に江戸屋敷で儒学を教え、国元は藩主津軽信著に従い2度訪れたが、学問の振るわぬ土地柄を厭い、元文5年（1740年）5月11日病を理由に禄を辞した。
帰坂後上町に住居を構えて懐徳堂助教に復帰、病中の学主中井甃庵を助け勢力的に講義を行った。寛保3年（1743年）9月に懐徳堂右塾に移住した。宝暦8年（1758年）、第2代学主中井甃庵が死去した際には、年齢や外聞を考慮し役職には就かなかった。
宝暦9年（1759年）5月28日、母、姉に続いて中風に罹り、講義を行えなくなった。中井履軒を伴い有馬温泉で湯治を行うも効なく、宝暦12年（1762年）死去。辞世は「死なん命惜しからぬ身も親と云へば子の無けくらん事ぞ悲しき」。代々の墓所天満九品寺は手狭のため、上本町筋八丁目寺町（大阪市天王寺区上本町四丁目）実相寺に葬られた。
大正8年（1919年）、正五位を追贈された。

## 主な著作
- 『刪正日本書紀』 - 『日本書紀』の和習を添削する。
- 『茗話』 - 随筆。蘭洲の思想・学問が垣間見える。刊本『蘭州茗話』（懐徳堂記念会、1911年）にはさまざまな問題があることは湯城吉信の一連の研究（参考文献参照）で明らかにされている。完本『茗話』の刊行が望まれる。
- 『非伊篇』 - 伊藤仁斎を批判する。湯城吉信「五井蘭洲による伊藤仁斎批判―『非伊編』（総論部）翻刻・訳注」（『懐徳堂研究』15号、2024年）に総論部の訳注がある。
- 『非費篇』
- 『承聖篇』 - 仏教を批判する。湯城吉信著『五井蘭洲著『承聖篇』翻刻・注釈―江戸時代の儒者による仏教批判』（汲古書院、2024年）に全文の注釈付き原文がある。
- 『読史訪議』
- 『万葉集詁』 - 『万葉集』注釈書。
- 『古今通』 - 『古今和歌集』注釈書。
- 『勢語通』 - 『伊勢物語』注釈書。
- 『源語詁』 - 『源氏物語』注釈書。
- 『源語提要』 - 『源氏物語』概説書。
- 『和歌新題百首』
- 『喩叢』
- 『駁太宰春台四十六士論』 - 太宰春台『赤穂四十六士論』を論駁する。ただし、「陪臣の分際で権貴を弑するは極刑に処せられるべき」「四十六士は身を公儀に委ねる能わず泉岳寺で自害せよ」と春台の意見に「吾も又同意見なり」と肯定する部分もある。
- 『非物篇』 - 物徂徠[2]（荻生徂徠）『論語徴』を論駁した書。蘭洲没後の明和3年（1766）、蘭洲の弟子にあたる懐徳堂学主・中井竹山が完校浄書した。
- 『鶏肋篇』
- 『質疑篇』
- 『瑣語』
- 『左伝蓄疑』
- 『爾雅翼』 - 『爾雅』注釈書。
- 『冽庵日纂』
- 『蘭洲遺稿』

## 家族
家系は遠く藤原魚名に遡り、十世孫守貞の弟守康より代々大和国五井戸（奈良県香芝市五位堂）、中谷、辰巳（不明）を所領としてきたが、永禄の変が起こると五井戸に逃れ、そのまま定着した。曽祖父守香の代に大坂に移住したという。
- 父：五井持軒（寛永18年（1641年）2月22日 - 享保6年（1721年）閏7月18日）
- 母：香川氏（? - 享保9年（1724年）3月29日）
  - 長兄：五井孫太郎 - 夭折
  - 次兄：五井桐陰 - 名は純実。通称は内記、権蔵。砲術を学び、鷹司家に使え、江戸で御先手組鉄砲与力となる。
  - 姉 - 水谷氏に嫁ぐ。
- 妾
  - 女子：せつ（? - 安永9年（1780年）12月29日） - 蘭洲発病後は中井竹山養妹となり、旗本永井伊予守尚伴大坂留守居役長島宗助恭寅廉斎に嫁ぐ。